# كيمبرلي سيفرسون
كيمبرلي سيفرسون (بالإنجليزية: Kimberly Severson)‏ هي متسابقة الحدث أمريكية، ولدت في 22 أغسطس 1973 في توسان في الولايات المتحدة.

## وصلات خارجية
- كيمبرلي سيفرسون على موقع أوليمبيديا (الإنجليزية)